# جولي أوردون
جولي أوردون هي عارضة وممثلة سويسرية، ولدت في 27 يونيو 1984 بجنيف في سويسرا.

## وصلات خارجية
- جولي أوردون على موقع IMDb (الإنجليزية)
- جولي أوردون على موقع ألو سيني (الفرنسية)
- جولي أوردون على موقع أول موفي (الإنجليزية)
- جولي أوردون على موقع قاعدة بيانات الفيلم (الإنجليزية)
- جولي أوردون على موقع كينوبويسك (الروسية)
- جولي أوردون على موقع دليل عارضات الأزياء (الإنجليزية)